# Thimo Nickl
Thimo Nickl (* 4. Dezember 2001 in Klagenfurt am Wörthersee) ist ein österreichischer Eishockeyspieler, der seit Juli 2023 erneut beim Klagenfurter AC aus der Österreichischen Eishockey-Liga unter Vertrag steht und auf der Position eines Verteidigers spielt.

## Karriere
Thimo Nickl begann seine Karriere beim Klagenfurter AC in seiner Geburtsstadt. Dort kam er bereits als 14-Jähriger zu ersten Einsätzen im zweiten Herrenteam in der Alps Hockey League. 2019 zogen ihn die Voltigeurs de Drummondville, mit denen er sodann in der Ligue de hockey junior majeur du Québec spielte, beim CHL Import Draft in der ersten Runde als insgesamt 51. Spieler. Nach einer Spielzeit wechselte er nach Schweden, wo er zunächst für den Rögle BK in der Svenska Hockeyligan und ab 2021 zwei Jahre beim AIK Solna in der zweitklassigen HockeyAllsvenskan auf dem Eis stand.
Beim NHL Entry Draft 2020 wurde er von den Anaheim Ducks aus der National Hockey League in der vierten Runde an 104. Position ausgewählt. Diese reichten ihre Rechte an dem Österreicher jedoch im Tausch für Judd Caulfield an die Pittsburgh Penguins weiter. Ab Sommer 2023 spielte Nickl für die Wheeling Nailers aus der ECHL. Diese sind der Kooperationspartner der Wilkes-Barre/Scranton Penguins, die wiederum das Farmteam der Pittsburgh Penguins sind, und den Abwehrspieler mit einem Vertrag für die Saison 2023/24 ausstatteten. 2024 kehrte er zu seinem Jugendverein Klagenfurter AC zurück, mit dem er in der Österreichischen Eishockey-Liga spielt.

### International
Mit dem österreichischen Nachwuchs nahm Nickl im U18-Alter an den Weltmeisterschaften in der Division I 2018 und 2019, als er mit den meisten Punkten (gemeinsam mit dem Ungarn Márk Schlekmann), als bester Vorlagengeber und mit der besten Plus/Minus-Bilanz auch zum besten Abwehrspieler des Turniers gewählt wurde, teil. Mit der U20-Nationalmannschaft seines Heimatlandes bestritt er die Weltmeisterschaften der Division I 2018, 2019 und 2020, wobei 2020 der Aufstieg in die Top-Division gelang.
Sein erstes großes Turnier mit der A-Nationalmannschaft absolvierte Nickl im Rahmen der Weltmeisterschaft 2023. Zuvor hatte er bereits am 18. Mai 2021 beim 9:3-Erfolg im Freundschaftsspiel gegen die Ukraine im slowenischen Ljubljana sein erstes Länderspiel bestritten. Auch bei der Weltmeisterschaft 2024 und Olympiaqualifikation für die Winterspiele in Mailand 2026 trug er die österreichischen Farben.

## Erfolge und Auszeichnungen
- 2019 Bester Verteidiger, bester Torvorbereiter und beste Plus/Minus-Bilanz bei der U18-Weltmeisterschaft der Division I, Gruppe B
- 2020 Aufstieg in die Top-Division bei der U20-Weltmeisterschaft der Division I, Gruppe A
- 2021 Schwedischer Vizemeister mit dem Rögle BK